# 山口県道71号小野田山陽線
山口県道71号小野田山陽線（やまぐちけんどう71ごう おのださんようせん）は、山口県山陽小野田市を通る県道（主要地方道）である。市内の小野田市街地と厚狭地区を結ぶ。

## 概要
山陽小野田市新生の国道190号小野田バイパス長田屋橋交差点から国道2号厚狭・埴生バイパス・国道316号杣尻（そまじり）交差点までを結ぶ。
かつては全線が2車線であったが、山陽自動車道小野田ICや国道2号厚狭・埴生バイパスの開通にあわせて4車線への拡幅が行われており、現在は4車線区間と2車線区間が混在している。江汐公園へのアクセス路線である山口県道349号江汐公園線と交差しており、近隣には朝陽カントリークラブや物見山総合公園などがある。大型スーパー等が出店した影響で、路線の交通量は増加傾向にある。
指定当初は終点が厚狭郡山陽町（現・山陽小野田市）厚狭（加藤交差点）であったが、2008年（平成20年）1月25日の厚狭・埴生バイパス全線開通に伴い、終点側1.2 kmを国道316号に編入した。

### 路線データ
- 起点 : 山陽小野田市新生（長田屋橋交差点、国道190号交点・山口県道354号妻崎開作小野田線起点）
- 終点 : 山陽小野田市郡（杣尻交差点、国道2号交点・国道316号終点）

## 歴史
- 1993年（平成5年）5月11日 - 建設省から、県道小野田山陽線が小野田山陽線として主要地方道に指定される[1]。

## 地理

### 通過する自治体
- 山陽小野田市

### 交差する道路

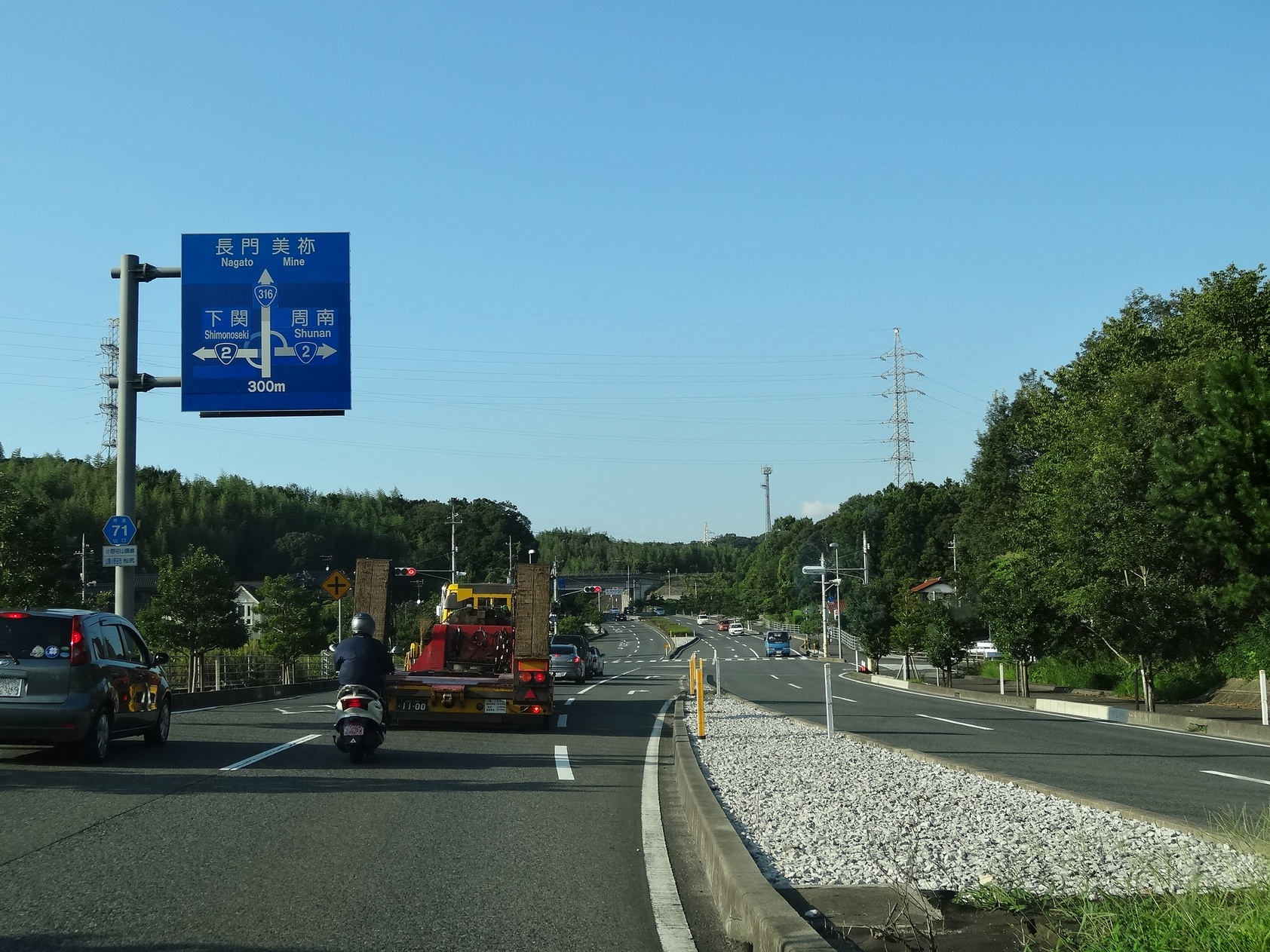
終点付近（山陽小野田市大字郡字杣尻）

- 国道190号小野田バイパス・山口県道354号妻崎開作小野田線（山陽小野田市新生・長田屋橋交差点、起点）
- 山陽自動車道 小野田IC（山陽小野田市千崎）
- 山口県道349号江汐公園線（山陽小野田市千崎）
- 国道2号（国道9号重用）厚狭・埴生バイパス・国道316号（山陽小野田市郡・杣尻交差点、終点）

### 沿線にある施設など
- イオン小野田ショッピングセンター
  - クスリ岩崎チェーン
  - コーナン資材館
  - ザ・ダイソーイオン小野田店
  - 東京屋クリーニングマックスバリュ小野田店
  - マックスバリュ小野田店
- 江汐公園
- サビエル高等学校
- 山陽小野田市立日の出保育園
- 山陽小野田市立高千帆小学校
- 山陽小野田市立高千帆中学校
- 朝陽カントリークラブ
- 物見山総合公園
- 山口県立小野田高等学校
- 山口日産自動車小野田日の出店